# IQFoil
L'IQFoil est un support de planche à voile qui devient classe olympique et remplace la classe RS:X à partir des Jeux olympiques de Paris 2024. Elle connaît ses premiers championnats d'Europe et du monde en 2020.

## Description
La particularité de ce nouveau support réside dans l'utilisation d'un foil qui permet à la planche de se surélever au-dessus de l'eau et d'atteindre des vitesses de pointe importantes, même en cas de vent léger. Ce foil remplace la dérive traditionnelle, ou quille, utilisée par la classe olympique précédente, la RS:X. La planche de l'IQFoil est également plus compacte, à la fois plus large et plus courte que la RS:X
Le gréement est composé d'une voile de 7.3m² pour les femmes et de 8m² pour les hommes. Le foil et le flotteur sont quant à eux identiques pour les hommes et pour les femmes. L'IQFoil existe aussi dans une version pour une classe d'âge plus jeune avec un support Youth et Junior qui reprend le même concept avec une planche plus petite et un gréement de taille réduite allant de 5 à 8 m2.

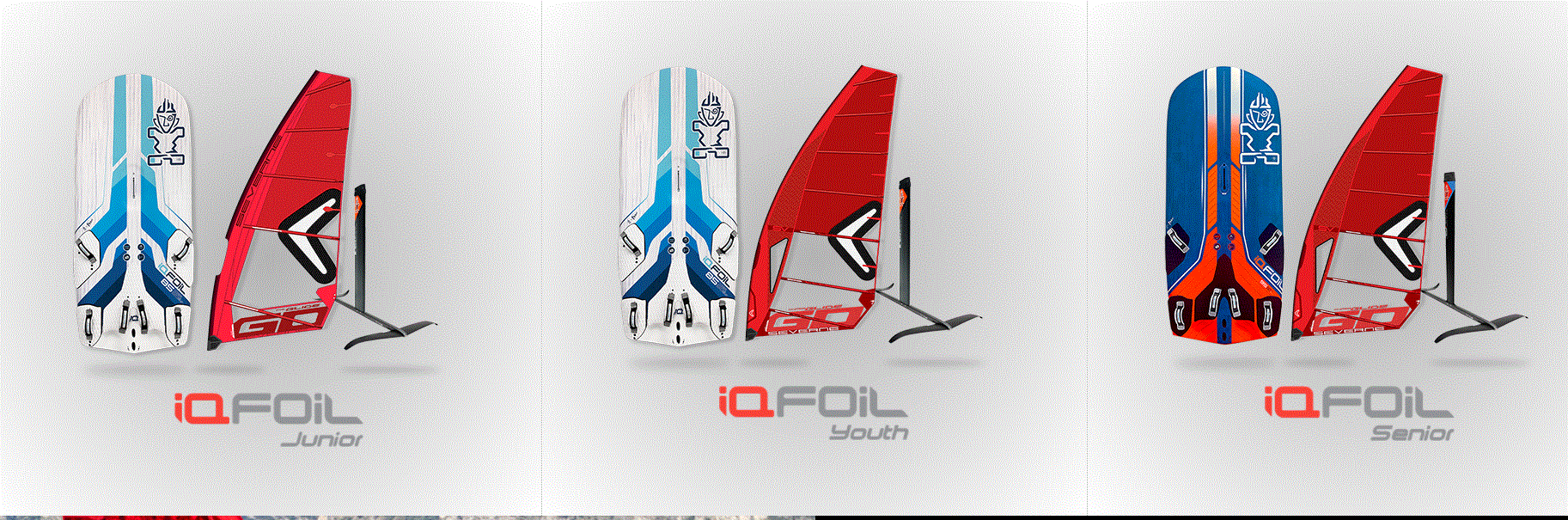
Certains éléments du gréément et de la planche varient selon les classes d'âge, mais le foil reste une constante.

En pratique, naviguer sur une IQFoil requiert beaucoup de concentration pour trouver la bonne élevation, au risque sinon de perdre toute vitesse au contact de l'eau ou bien de chuter si le foil sort de l'eau.
Il s'agit d'une planche conçue et développée par la marque Starboard, en collaboration avec Severne, une marque de voiles australienne pour le gréement. Il a fallu trois ans de recherche et développement pour mettre au point le matériel.
| Classe             | Lancement | longueur | Maitre bau | volume | Tirant d'eau | Déplace- ment(kg) | surface de voile homme | surface de voile femme | Vitesse moyenne (km/h) | Vitesse portant (km/h) | Vitesse reaching (km/h) |
| ------------------ | --------- | -------- | ---------- | ------ | ------------ | ----------------- | ---------------------- | ---------------------- | ---------------------- | ---------------------- | ----------------------- |
| Mistral One Design | 1979      | 372      | 63         | 235    | 64           | 15,4              | 7,4                    | 7,4                    | 8                      | 14                     | 6                       |
| RS:X               | 2004      | 286      | 93         | 220    | 77           | 15                | 9,5                    | 8,5                    | 10                     | 25                     | 8                       |
| IQFoil             | 2020      | 220      | 95         | 196    | 95           | 11,25             | 9                      | 8                      | 42                     | 54                     | 33                      |

## Historique
La pratique de ce nouveau support se popularise au milieu des années 2010. La classe connaît ses premiers championnats d'Europe et du monde en 2020. 
Les championnats du monde 2021 voient la victoire des Français Hélène Noesmoen et Nicolas Goyard.

## Format de compétitions
Dans le cadre des Jeux olympiques d'été de 2024, la compétition s'étale sur douze régates en près d'une semaine. Certaines des régates tiennent de la course classique, d'autres du slalom, et une autre encore est un « marathon » de deux heures. Pour arriver en tête du classement, les athlètes doivent accumuler le moins de points possible, leur position à chaque régate leur attribuant des points qui fonctionnent comme un handicap. La dernière journée de régates est constituée des phases finales de « courses à la médaille ».

## Notes et références

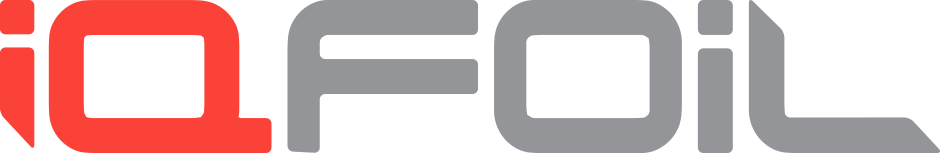
Logo officiel de la classe de voile olympique IQFoil.